# 榛子
榛子，亦稱榛果，是榛属植物的的堅果，果皮坚硬，果仁可食。人類食用的榛子，取自歐榛果實的果仁。榛果與中國北方野生的平榛果實雖然同屬榛屬，但平榛的果實較小，口味不太一樣。
榛子在土耳其、意大利、希腊、格鲁吉亚、西班牙加泰罗尼亚南部、英国肯特郡和美国俄勒冈州、华盛顿州进行商业化生产。土耳其是世界上最大的榛子产地，其产量占世界的75%。
榛子含有丰富多元的蛋白质和不饱和脂肪，并含有硫胺和维生素B群。

## 栽培

### 歷史
1995年，在苏格兰科倫賽島的垃圾坑中，发现一大而淺的坑洞，裡面有數十萬烧焦榛子壳的残留物，被認為是中石器时代出現坚果加工的證據。以花粉分析發現，這些堅果皆於同一年採收，代表榛樹應是在相近時間被砍倒。
其他中石器时代遗址也曾发现榛子，但数量較少，也非僅集中在一个坑里。坚果的放射性碳定年法結果为距今7720±110年，校准後約為西元前6000年。在英国，类似的遗址仅见于薩里郡的法纳姆和曼島的卡斯尼哈文。
科倫賽島上缺乏大型獵物，再加上分析島上人類活動的規模，研究員認為當時科倫賽島的人類食性以素食為主。
傳統上增加堅果產量的方法被稱為「Brutting」，這種技術的目的是讓更多的養分集中到花芽的生長上。具體做法是在生長季結束時，將當年新枝從靠近主幹或主枝處起算六到七個葉組之後的枝端輕輕掰折，但不完全折斷。這樣可以刺激植物將能量轉移至花芽並促進其形成，而非持續延伸枝條。

### 品种
榛子的栽培品種眾多，包括：“Atababa”、“Barcelona”、“Butler”、“Casina”、“Clark”、“Cosford”、“Daviana”、“Delle Langhe”、“England”、“Ennis”、“Halls Giant”、“Jemtegaard”、“Kent Cob”、“Lewis”、 “Tokolyi”、“Tonda Gentile”、“Tonda di Giffoni”、“Tonda Romana”、“Wanliss Pride”和“Willamette”。其中有些品種是為了特定特性而栽培，例如：果實大、結果期早或晚，另一些則作為授粉品種使用。大多數商業畫種植榛果是以根芽繁殖，部分品種則為歐洲榛與大果榛之間的雜交種。
在愛爾蘭和英國，榛果有時被稱為「Cobnuts」，其中最主要的栽培品種是「Kentish cobnuts」，這些品種多在稱為「Plat」的田地中種植，並以手工採摘、即食為主。
根據 BBC 報導，英格蘭肯特郡普拉克斯托附近的 Roughway 農場收藏了全國的榛果品種。
這些榛果之所以稱為「cobnuts」，是因為「cob」這個詞曾用來指「頭」或「腦袋」（Noggin），兒童間曾流行一種遊戲，用繫著線的榛果來敲打對方的頭部。

### 栽培
在歐洲，榛子傳統上栽培為多幹小喬木，其根系即為該品種本身。但為了便於機械化管理與防止萌蘗（suckering），也可將所需品種的接穗嫁接於土耳其榛等砧木上，培育成單幹樹型。
對於果園地面的管理有不同方法。某些雜草若過度滋生會降低產量，因此常以除草劑清除地表雜草，以維持裸地狀態。然而，也可以種植覆土作物，能保護土壤且抑制雜草生長，不會造成產量下降。
林畜共生系統將例如豬等牲畜於果園放牧、林耕共作系統則是在榛樹行間種植作物，這些方式可帶來額外收益，同時也可能透過固氮植物或動物糞便改善土壤養分，進而促進榛果生長。

### 採收

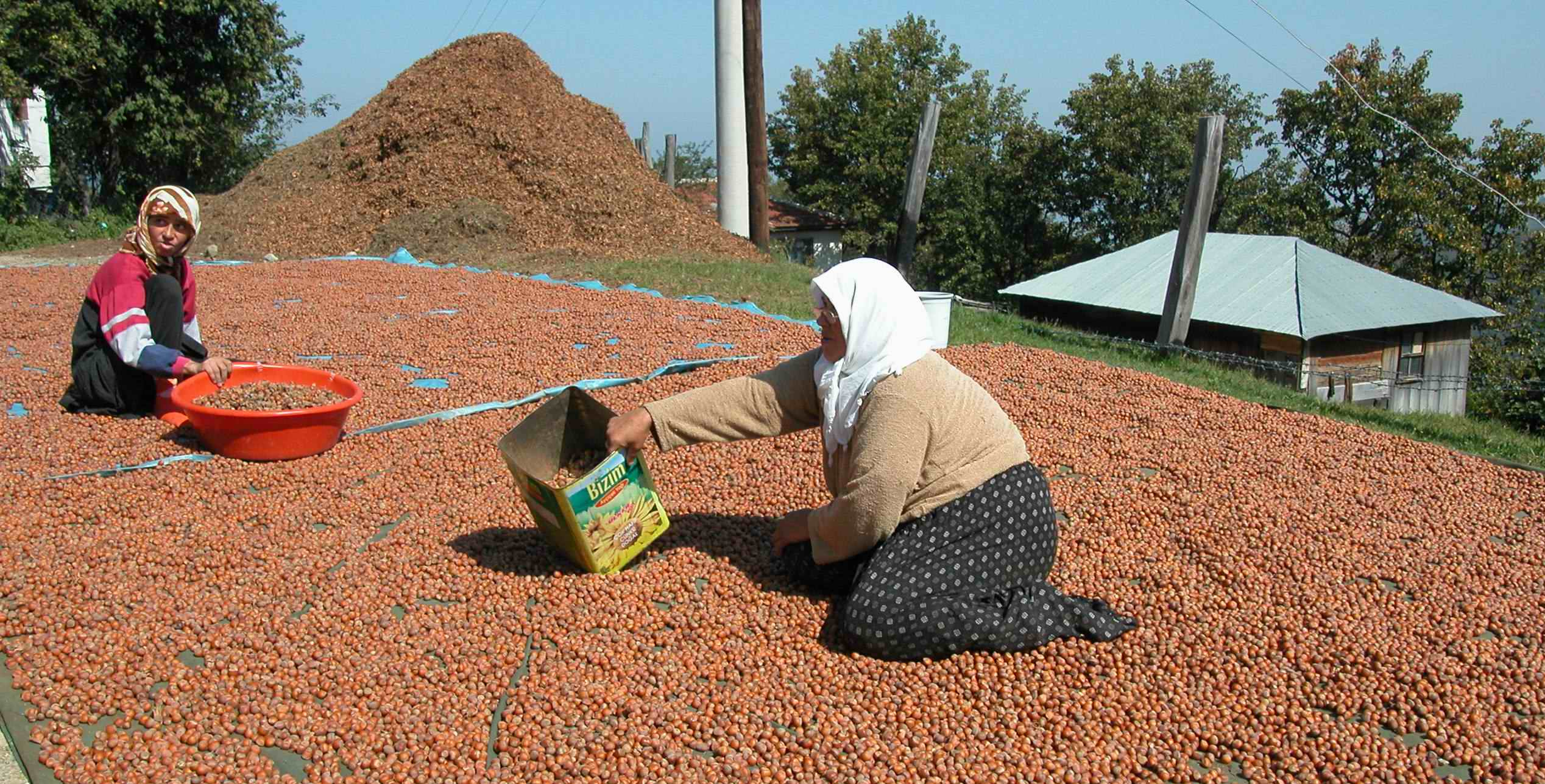
手工采摘、日晒榛子的土耳其農家

榛子在每年秋季中旬收获，在秋天結束前，榛樹會落葉、落果。採收榛果時可以搖晃樹幹讓榛果掉落，也可待其自然落果後撿拾或是機器採收。
商業機器採收可用真空機將榛果從地面吸起，也可使用自動收割機，它會使用刷子收集地上的榛果。

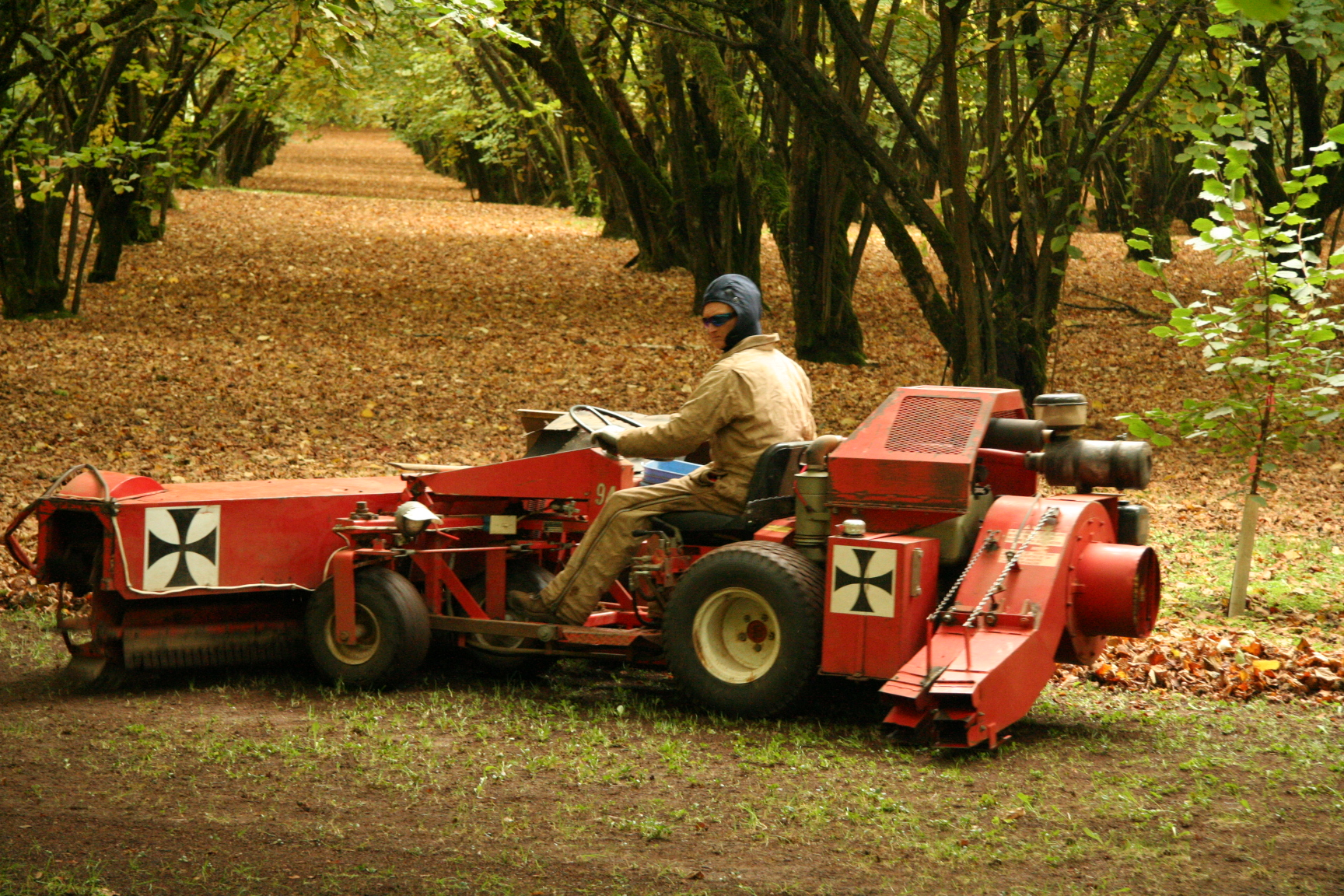
機械採收榛子

| 2023年各國榛果产量                        | 2023年各國榛果产量 |
| 国家                                      | 公噸               |
| ----------------------------------------- | ------------------ |
| 土耳其                                    | 650,000            |
| 義大利                                    | 102,740            |
| 美国                                      | 85,460             |
|                                           | 75,409             |
| 智利                                      | 65,647             |
|                                           | 36,900             |
| 世界                                      | 1,125,221          |
| 來源： 聯合國糧食及農業組織企業統計資料庫 |                    |

## 食用

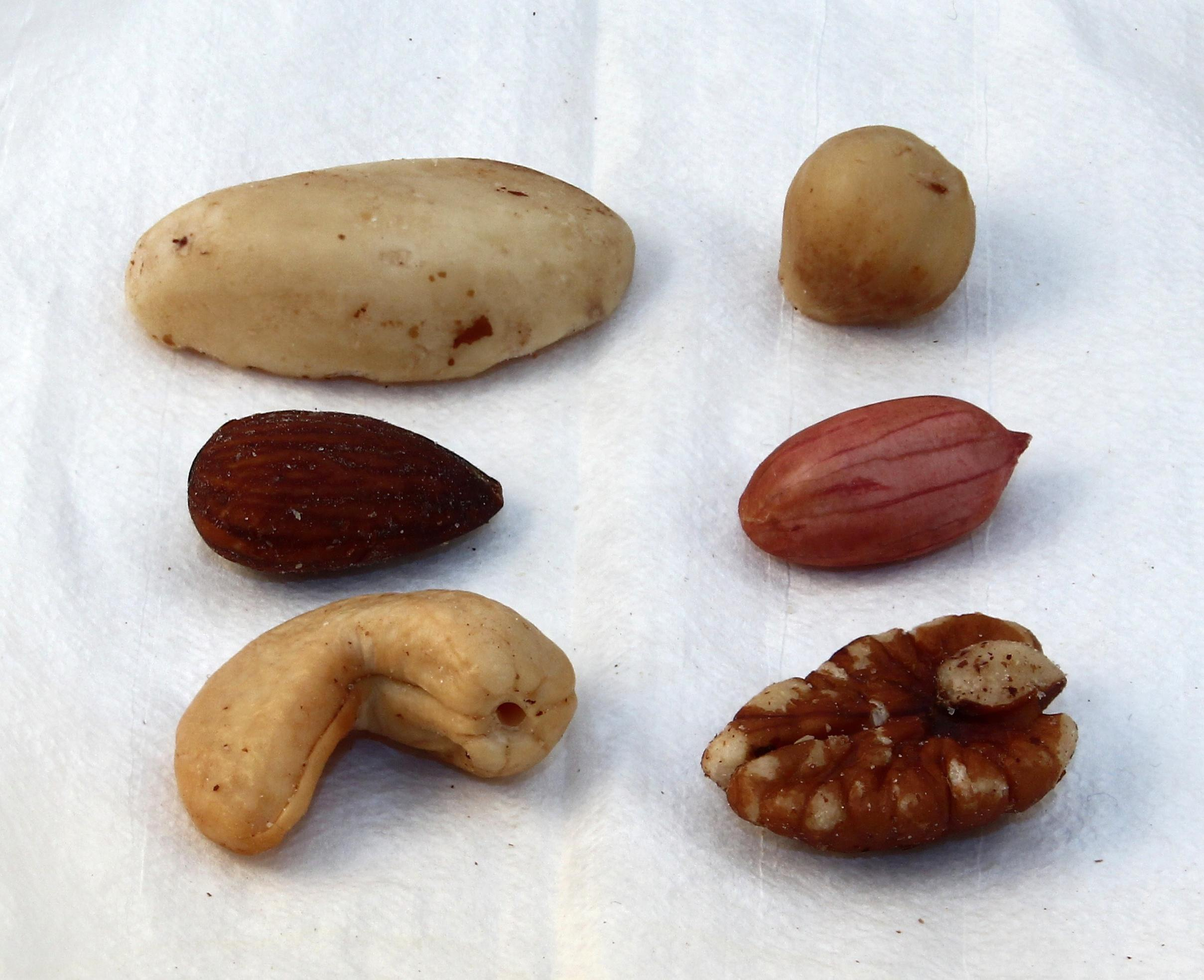
榛子（右上）以及其他可食用坚果（顺时针方向）：花生、长山核桃、腰果、杏仁和巴西坚果

榛子可以新鲜食用，也可以干吃，味道各异。它也制作果仁糖、松露巧克力、榛子酱和牛轧糖等甜食。意大利都灵的巧克力商巧克力科勒将磨碎的榛子与巧克力混合，並命名为Gianduja。若將榛子磨成更细的粉末並加入巧克力中，便是榛果巧克力或Nutella 。
在奥地利，榛子酱是制作蛋糕（例如维也纳榛子蛋糕）的材料。烏克蘭的基輔蛋糕中，榛子粉被用來點綴蛋白脆饼，而碎榛子會撒在蛋糕侧面。法式甜点達克瓦茲蛋糕通常包含一层榛子蛋白酥皮。土耳其菜和喬治亞菜中都有榛子存在，小吃丘爾奇赫拉和薩茨維中都會加入榛子，並搭配核桃食用。榛子也是木斯里的常见成分。

### 营养
生榛子含有5%的水、61%脂肪、17%碳水化合物和15%蛋白质，當中包含多種必須營養素，也是單不飽和脂肪酸的豐富來源。

## 外部連結
- 维基共享资源上的相關多媒體資源：榛子
- 维基词典中的词条「hazelnut」